# Norihisa Shimizu
Norihisa Shimizu (jap. 清水 範久 Shimizu Norihisa; ur. 4 października 1976) – japoński piłkarz występujący na pozycji pomocnika.

## Kariera klubowa
Od 1995 do 2011 roku występował w klubach Júbilo Iwata, Consadole Sapporo, Yokohama F. Marinos i Avispa Fukuoka.